# 루 리드
루이스 앨런 "루" 리드(영어: Lewis Allan "Lou" Reed, 1942년 3월 2일 ~ 2013년 10월 27일)는 미국의 록 음악 가수이다. 1960년대 뉴욕에서 활동하던 벨벳 언더그라운드의 리더였다. 1970년 Max's Kansas City 에서의 공연이 끝나고 탈퇴 후 1972년 셀프 타이플 앨범인 명반 'Lou Reed'로 솔로 데뷔했으나 대중적인 호응을 얻지는 못했다. 이후 벨벳 언더그라운드의 팬이있던 '데이비드 보위'가 프로듀싱한 글램락 명반 2집 'Transformer'를 발표했는데 이 앨범은 루 리드 커리어에 있어서 가장 큰 대중적 성공을 안겨준 앨범이 되었다. 1989년 'New York'을 발매. 수록곡 'Dirty Blvd.'는 빌보드 모던 락 차트 1위를 차지하였다.
일반 대중들보다는 평론가와 음악인들에게 굉장히 높은 평가를 받은 뮤지션이다. 'Transformer'를 제외한 대부분의 앨범들이 대중들로부터 철저하게 외면 당했으나 평단과 음악인들로부터는 압도적인 찬사를 받았고 이후 후배 뮤지션들에 의해 재조명되고 재평가 되었다. 대중들에게는 몇몇 영화에 ost로 수록되었던 'Pale Blue Eyes' 'Perfect Day' 'Walk On The Wild Side' 'Satellite Of Love' 등으로 알려져 있다.
2008년에는 싱어송라이터 로리 앤더슨과 결혼했다. 2013년 10월 27일 미국 뉴욕주 롱아일랜드 자택에서 향년 71살로 숨졌다고 외신이 전했다. 폭음과 마약으로 간이 망가져 지난 5월에 간 이식 수술을 받았으나 끝내 회복하지 못했다.

## 음반 목록

### 벨벳 언더그라운드
- 1967 《The Velvet Underground & Nico》
- 1968 《White Light/White Heat》
- 1969 《The Velvet Underground》
- 1970 《Loaded》

### 솔로
- 《Lou Reed》 (1972)
- 《Transformer》 (1972)
- 《Berlin》 (1973)
- 《Sally Can't Dance》 (1974)
- 《New York》 (1989)
- 《Metal Machine Music》 (1975)
- 《Street Hassle》(1978)
- 《The Bells》 (1979)
- 《Growing Up in Public》 (1980)
- 《The Blue Mask》 (1982)
- 《Legendary Hearts》 (1983)
- 《New Sensations》 (1984)
- 《Mistrial》 (1986)
- 《New York》 (1989)
- 《Magic and Loss》 (1992)
- 《Set the Twilight Reeling》 (1996)
- 《Ecstasy》 (2000)
- 《The Raven》 (2003)
- 《Hudson River Wind Meditations》 (2007)

### 협업
- 《Songs for Drella》 with 존 케일 (1990년) 이 앨범은 'Andy Warhol' 헌정 앨범이다.
- 《Lulu》 (with 메탈리카) (2011년)